# Alur Ludin II
Alur Ludin II is een bestuurslaag in het regentschap Aceh Timur van de provincie Atjeh, Indonesië. Alur Ludin II telt 158 inwoners (volkstelling 2010).